# Hamilton Fish
Hamilton Fish (New York, 3 agosto 1808 – Boston, 7 settembre 1893) è stato un politico statunitense.
È riconosciuto come il "pilastro" della presidenza di Ulysses S. Grant e considerato uno dei migliori segretari di stato statunitensi dagli studiosi, noto per la sua capacità di giudizio e degli sforzi per la riforma e la moderazione diplomatica.

## Biografia
Fish era il figlio di Nicholas Fish, e di sua moglie, Elizabeth Stuyvesant, discendente di Peter Stuyvesant. Fu chiamato in onore di Alexander Hamilton, un gran amico dei suoi genitori. Suo padre fu un importante politico federalista e una figura di spicco della guerra d'indipendenza americana. Il colonnello Fish fu attivo nella campagna di Yorktown che portò alla resa di Lord Cornwallis. Peter Stuyvesant era un importante governatore di New York, allora colonia olandese, e la sua famiglia possedeva molte proprietà a Manhattan.
Nel 1827, Fish si laureò al Columbia College, ottenendo il massimo dei voti. Alla Columbia, Fish dimostrò di saper parlare fluente in francese, una lingua che in seguito lo avrebbe aiutato come Segretario di Stato americano. Dopo la laurea, Fish studiò legge per tre anni nello studio legale di Peter A. Jay, servì come presidente della Philolexian Society, e fu ammesso al bar di New York nel 1830, esercitandosi brevemente con William Beach Lawrence. Influenzato politicamente da suo padre, Fish si allineò al Partito Whig. Fu commissario per gli atti per la città e la contea di New York (1832-1833), e fu un candidato Whig senza successo per l'Assemblea dello Stato di New York nel 1834.
Risolse i controversi reclami dell'Alabama con la Gran Bretagna attraverso il suo sviluppo del concetto di arbitrato internazionale. Ha tenuto il paese fuori dalla guerra con la Spagna per l'indipendenza cubana. Nel 1875, Fish iniziò il processo che avrebbe portato lo stato delle Hawaii a far parte degli Stati Uniti, dopo aver negoziato un trattato commerciale reciproco per la produzione di zucchero della nazione insulare. Ha anche organizzato una conferenza di pace e un trattato tra i paesi sudamericani e la Spagna. Fish lavorò con James Milton Turner, primo console afroamericano, per risolvere la guerra liberiano-grebo.

## Matrimonio
Sposò, il 15 dicembre 1836, Julia Kean (1816-1887), sorella di John Kean e nipote di John Kean e discendente di William Livingston. Ebbero sette figli:
- Sarah Morris Fish (1838-1925), sposò Sidney Webster, ebbero un figlio;
- Julia Kean Fish (1841-1908), sposò Samuel Nicholl Benjamin, ebbero quattro figli;
- Susan LeRoy Fish (18441909), sposò William Evans Rogers, non ebbero figli;
- Nicholas Fish II (1846-1902), sposò Clemence Smith Bryce, ebbero un figlio;
- Hamilton Fish II (1849-1936), sposò in prime nozze Emily Maria Mann, ebbero cinque figli, e in seconde nozze Florence Delaplaine Amsinck, non ebbero figli;
- Stuyvesant Fish (1851-1923), sposò Marion Graves Anthon, ebbero quattro figli;
- Edith Livingston Fish (1856-?).

## Carriera
Fu il ventiseiesimo segretario di Stato degli Stati Uniti durante la presidenza di Ulysses S. Grant (18º presidente). Dal 1º gennaio del 1849 sino al 31 dicembre del 1850 fu Governatore di New York.
Da suo figlio Hamilton Fish II (1849-1936) ebbe il nipote Hamilton Fish III (1888 -1991) e il bisnipote Hamilton Fish IV (1926-1996), tutti e tre servirono la Camera dei Rappresentanti degli Stati Uniti per lo stato di New York